# Doris Lusk
Pour les articles homonymes, voir Lusk.
Doris More Lusk (Dunedin, 5 mai 1916 – Christchurch 14 avril 1990) est une peintre, potière et professeur d'université néo-zélandaise. Elle a reçu à titre posthume le Prix artistique du Gouverneur général pour l'ensemble de sa carrière et de son œuvre (septembre 1990).

## Jeunesse
Lusk est née à Dunedin, dans l'Île du Sud, le 5 mai 1916. Elle était fille d'Alice Mary Coats et Thomas Younger Lusk, dessinateur et architecte, qui avaient déjà deux enfants, Marion et Paxton.
La famille a déménagé dans l'Île du Nord, à Hamilton, où Lusk est allée à l'école primaire. Une femme qui avait un atelier près de chez eux l'a encouragée à peindre. En 1928, la famille est repartie à Dunedin, où Thomas Lusk a rejoint le cabinet d'architectes Mandeno and Frazer. Lusk a passé un an à l'école primaire d'Arthur Street avant d'entrer au lycée pour filles d'Otago en 1930.
En 1933, elle a quitté le lycée avant son diplôme pour entrer à King Edward Technical College (en), l'école d'art de Dunedin. Lusk s'y est inscrite contre la volonté de son père et a raconté plus tard que « ça avait bardé » au moment de sa décision:106.
Lusk a étudié à King Edward de 1934 à 1939. L'école était membre du programme de l'Université La Trobe (de Melbourne), qui engageait des artistes du Royaume-Uni dans les écoles de Nouvelle-Zélande. Parmi ces artistes, W. H. Allen (en) et Robert Nettleton Field, arrivés en 1925, ont eu un impact majeur sur la scène artistique de Dunedin.
Lusk a été élève de Charlton Edgar et a pris des cours de nu dans l'atelier de Russell Clark:54. Grâce à sa condisciple Anne Hamblett, elle a rencontré Colin McCahon et Toss Woollaston:54.

## Carrière de peintre
En 1939, Lusk et un petit groupe de ses camarades ont loué un atelier dans le centre de Dunedin, au coin de Moray Place et de Princes Street. Sa première exposition personnelle y a eu lieu en 1940:119.
En décembre 1942, Lusk a épousé Dermot Holland, avec lequel elle est partie à Christchurch en 1943. Elle s'y est rapidement liée avec The Group (en), une association artistique locale qui avait des liens avec des artistes de tout le pays. La production de Lusk était réduite, à cause de ses enfants en bas âge, mais elle est vite devenue connue pour ses peintures de paysages. À cette époque, les expositions collectives organisées par The Group lui convenaient mieux qu'une carrière indépendante, comme elle l'a dit plus tard : « Je ne peignais pas d'une manière continue. Je peignais quand je pouvais, et je produisais environ six tableaux par an, ce qui était plutôt bien dans ces circonstances ».
Dans les années 1940, Lusk a réalisé une série de tableaux, notamment Landscape, Overlooking Kaitawa, Waikaremoana (1948), qui rend compte des importants travaux accompagnant le projet de centrale hydro-électrique du Lac Waikaremoana, dans le centre de l'Île du Nord. Elle était très proche d'Adelaide et Ian McCubbin, lequel était ingénieur sur le projet du Lac Waikaremoana. Grâce aux McCubbin, Lusk a découvert le hameau d'Onekaka (en) à Golden Bay, à l'extrême-nord de l'Île du Sud, et particulièrement les ruines de la grande jetée construite dans les années 1920 pour exporter la fonte brute des aciéries voisines. Elle a peint ce paysage pendant les 25 années suivantes.
En 1979, deux ans avant d'arrêter d'enseigner à l'école d'art, Lusk a commencé une série d'œuvres sur des bâtiments du centre de Christchurch en train d'être détruits pour faire place à des immeubles d'habitation et de bureaux. Elle a travaillé à partir de photos qu'elle avait prises et d'autres trouvées dans les journaux, qu'elle a utilisées dans des collages avec un mélange d'aquarelle, de peinture acrylique et de crayon de couleurs. Dans un entretien de 1983, elle a nié que ce sujet ait eu un sens psychologique (son époux était mort l'année précédente) : « Mon travail est vraiment très terre-à-terre, et ça serait assez malhonnête que j'essaye d'y mettre des significations psychologiques (...) Les œuvres de la série Demolition ont été un peu mal comprises. (Les gens ont pensé) que j'étais fascinée par la destruction des bâtiments comme une sorte de chose sociologique. Mais ce n'est pas vrai (...) C'était une image visuelle à laquelle raccrocher ma peinture, c'est tout. »
La dernière série d'aquarelles de Lusk, The Arcade Awnings, basée sur la très touristique Place Saint-Marc de Venise, est conservée au Musée d'art d'Auckland.

### Réception critique
Dans l'ouvrage de Gordon H. Brown et Hamish Keith (en) de 1969, An introduction to New Zealand painting 1839–1967 (le premier panorama moderne de la peinture dans le pays), l'œuvre de Lusk est mise en rapport avec celle d'artistes comme Rita Angus, Colin McCahon et Toss Woollaston. Les auteurs écrivent :
« De nombreuses façons, les qualités sans prétention, réfléchies et solides de son œuvre résument une bonne partie de ce qu'on considérait comme les meilleures tendances des peintres de (la région de) Canterbury durant cette décennie. Dans son essence, elle est directe, sans complication et, sans refuser les détails quand ils sont nécessaires, demeure épurée. Doris Lusk a continué à développer ce style dans les années 1940 et cinquante avec des tableaux comme Tahananui, Power House at Tuai et Botanical Gardens, Hawera. »
Dans le catalogue accompagnant l'exposition de 1996 Landmarks: The Landscape Paintings of Doris Lusk, dont elle était co-commissaire, l'historienne d'art Lisa Beaven réfute cette affirmation :
« Une analyse de son art tout au long de sa carrière révèle une fascination profonde pour des motifs particuliers, centrée sur les traces de l'industrie dans le cadre du paysage. Pendant plus de cinq décennies, Lusk a régulièrement traité ce sujet, en utilisant différentes techniques et différents médias. Loin d'être le résultat d'excursions aléatoires, ses tableaux étaient des explorations dirigées, non pas seulement des relations entre les structures et le cadre qui les entoure, mais aussi des constructions elles-mêmes, et des aspects de la juxtaposition de l'intérieur et de l'extérieur, de l'exposé et du caché, de la surface et de la profondeur. Les multiples épaisseurs de signification incarnées dans les bâtiments et leur rôle dans la projection d'un certaine ambiance suggèrent que sa peinture peut gagner à être lue comme l'expression d'états d'âme, de métaphores et de symboles:9–10. »
Dans un article sur Landmarks, l'historienne d'art Julie King note que cette exposition a offert l'occasion d'évaluer les œuvres tardives de Lusk et « la façon dont elle était située par rapport aux nouveaux modèles artistiques, valeurs et professionnalisme du monde de l'art institutionnel qui avaient émergé en Nouvelle-Zélande à partir de la fin des années 1950 ». King affirme que la mauvaise réception par les critiques d'Auckland de l'exposition rétrospective précédente (organisée en 1973 par le Dowse Art Museum (en) et présentée aussi au Musée d'art d'Auckland) avait reflété « l'exclusivisme du canon créé à Auckland par les critiques et les commissaires au début des années 1970 » et la façon dont l'histoire de l'art en Nouvelle-Zélande avait été écrite, « avec son emphase sur Colin McCahon et le modernisme, sur l'internationalisme et l'abstraction, de sorte que placée dans ce contexte, sa carrière paraît périphérique:70. »
Dans le même article, King examine comment le fait d'être une artiste femme a pu infléchir la carrière de Lusk et ses opportunités :
« Malgré sa réticence à admettre les questions politiques de la pratique féminine de l'art, l'importance de Lusk s'inscrit aussi dans l'histoire de la culture artistique des femmes durant l'après-guerre. À une époque où les attentes sociales mettaient l'accent sur le rôle domestique des femmes, elle a défié ces attentes en conservant sa volonté affirmée de peindre et elle a obtenu la reconnaissance comme un des peintres majeurs de Nouvelle-Zélande. Pourtant sa peinture a toujours été adaptée aux contraintes de la vie domestique. Après son mariage et la naissance de ses trois enfants dans les années 1940, elle s'est occupée de sa famille en peignant dans sa cuisine, et ce n'est pas avant la fin des années 1960 qu'elle a eu son propre atelier. Elle n'a pas pu étudier à l'étranger avant 1974 et son art était intégré à sa vie personnelle, de sorte que les visites chez ses amis à Tuai et les vacances en famille étaient ses occasions de peindre:70. »
Dans un article de 1996, l'historien d'art Grant Banbury note que, bien qu'on parle habituellement de Lusk pour sa peinture de paysage, elle a aussi fait des portraits et des autoportraits et a défendu le dessin de nu, aussi bien comme artiste que comme enseignante
:72. Lusk a surtout peint ses amis intimes, sa famille et ses collègues, plus un petit nombre de commandes et quelques œuvres à partir de coupures de journaux dans les années 1970:72. En 1939, à l'école d'art, elle avait fait un portrait de Colin McCahon ; presque 50 ans plus tard, en 1987, après la mort de celui-ci, elle a peint Return to Otago, un portrait d'Anne (Hamblett) McCahon et de leur fils William:72–73.

## Carrière de potière
Outre sa carrière de peintre, Lusk a été une pionnière de la poterie en Nouvelle-Zélande. Elle a découvert cet art grâce à Robert Nettleton Field à King Edward Technical College à Dunedin. La plupart de ses œuvres sont en faïence, et généralement produites sous son nom d'épouse, Doris Holland.
Entre 1947 et 1967, elle a enseigné la poterie au centre communautaire Risingholme de Christchurch. Elle a été présidente de la Canterbury Potters' Association de 1970 à 1972. En 1970, elle a reçu une bourse de voyage de la Canterbury Society of Arts, qu'elle a utilisée pour étudier la céramique contemporaine australienne à Canberra, Adelaide, Alice Springs et Melbourne:122.

## Carrière de graveuse
On connaît de Doris Lusk des linogravures et des eaux-fortes.

## Enseignement
En 1966, Lusk a été nommée tutrice à l'école des beaux-arts de l'Université de Canterbury, dont elle est devenue membre permanente un an et demi plus tard, et où elle a enseigné jusqu'en 1981.

## Expositions et rétrospectives
Lusk a surtout exposé avec The Group (en) à Christchurch dans les années 1940 et 1950. Dans les années 1950 et 1960 son travail a été régulièrement retenu dans l'enquête annuelle du  Musée d'art d'Auckland sur la peinture néo-zélandaise récente.
La première rétrospective de son œuvre a été organisée à la Dunedin Public Art Gallery (en) en 1966. Une deuxième rétrospective a eu lieu à Lower Hutt au Dowse Art Museum (en) en 1973. Une grande exposition de ses paysages, Landmarks: The Landscape Paintings of Doris Lusk, a eu lieu à la Christchurch Art Gallery (en) en 1996, accompagnée d'un catalogue de Lisa Beaven et Grant Banbury.
En 2016, pour le centenaire de sa naissance, des expositions a été organisée à la Dunedin Public Art Gallery (Doris Lusk 1916-1990) et à la Christchurch Art Gallery (Doris Lusk: Practical Visionary),.

## Collections
La plupart des musées d'art de Nouvelle-Zélande possèdent des œuvres de Doris Lusk. La Bibliothèque Hocken possède Tāhunanui,, le Musée d'art d'Auckland Tobacco Fields, Pangatotara, Nelson (1943) et The Pumping Station (1958), la Christchurch Art Gallery Power House, Tuai (1948), Landscape, Overlooking Kaitawa, Waikaremoana (1948) et Canterbury Plains from Cashmere Hills (1952) et Te Papa Tongarewa Akaroa Harbour, Banks Peninsula (1949),,.